# Klokočský hrádek
Klokočský hrádek stával u obce Klokočí, nedaleko hradu Rotštejn. Od 14. října 2002 je hrádek nepřístupný z důvodu vyhlášení chráněné krajinné oblasti Český ráj.

## Historie
O hrádku se nezmiňují žádné písemné prameny. Hrádek vznikl pravděpodobně ve 14. století. Zdeněk Fišera jej ztotožňuje s dosud nelokalizovaným hradem Dřevolyzy, o kterém je zmínka z roku 1324. Ze zničeného hradu Rotštejn se sem měl přestěhovat majitel. Hrad pravděpodobně vykonával strážní funkci.

## Podoba
Hrádek byl vystavěn na dvou pískovcových blocích. Původní vstup byl veden průrvou mezi nimi a traverzem vytesaným do jižního bloku. V roce 1926 byl vybudován nový přístup. Na vrcholu bloku se nacházejí základy budov vytesané do skály a základy věže. Na severním bloku stávala pravděpodobně hlavní budova, přístupná po mostě.